# Bergues
Bergues [bɛʁɡ] (niederländisch Sint-Winoksbergen oder Bergen) ist eine französische Stadt im Département Nord in der Region Hauts-de-France. Sie gehört zum Arrondissement Dunkerque und zum Kanton Coudekerque-Branche.

## Geografie

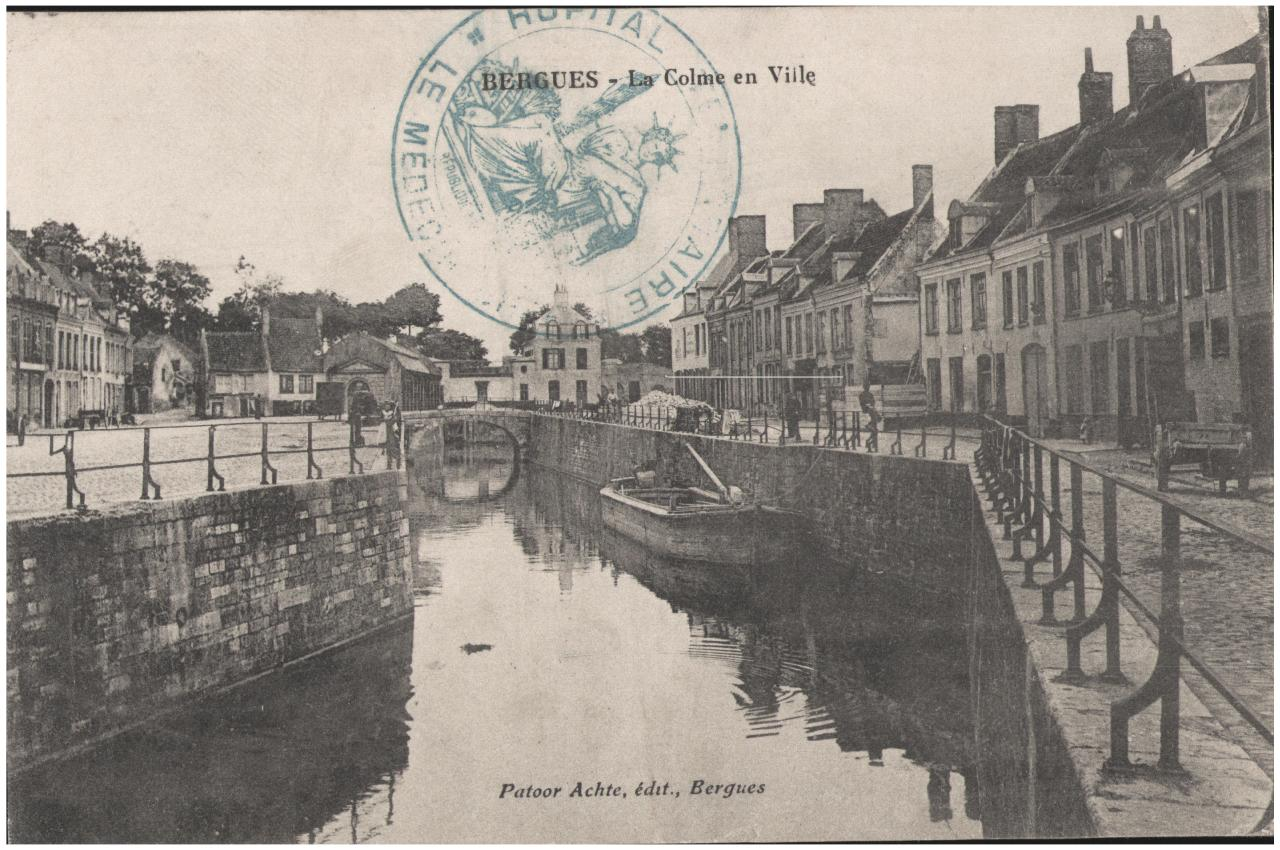
Die Colme in Bergues (vor 1914)

Die Kleinstadt mit 3543 Einwohnern (Stand 1. Januar 2022) liegt an der Nordwestflanke des namengebenden Hügels Groënberg (von ndl.: Groenberg / dt.: „Grünberg“) in der historischen Provinz Flandern in der Landschaft Blootland, die sich entlang der nordfranzösischen und belgischen Kanalküste erstreckt. Sie befindet sich etwa zehn Kilometer südlich von Dunkerque und ist 15 Kilometer von der Grenze zu Belgien entfernt. Blootland ist flämisch und bedeutet „leeres, bloßes Land“, was die gehölzarme Küstenmarsch gut charakterisiert. Nachbargemeinden sind im Osten Hoymille, im Südosten Quaëdypre, im Süden Socx, im Westen Bierne und im Nordwesten Téteghem-Coudekerque-Village.
Bergues ist von mehreren Kanälen umgeben, den Nordrand der Innenstadt durchzieht von West nach Ost die Colme. Der Canal de Bergues, in den in Bergues der Canal de la Haute Colme einmündet, verbindet die Stadt seit 1634 mit Dünkirchen.

## Name
Historisch nachweisbar ist 857 der Name Gruono(m)bergou, was „Grüner Berg“ bedeutet. 877 sind Groen Berg, 944 Bergan, 1067 Bergis, 1297 Berghes-Saint-Winock und 1646 Bergue-Saint-Vinox belegbar. Während der Französischen Revolution wurde der Ort Bergues-sur-Colme genannt.

## Geschichte

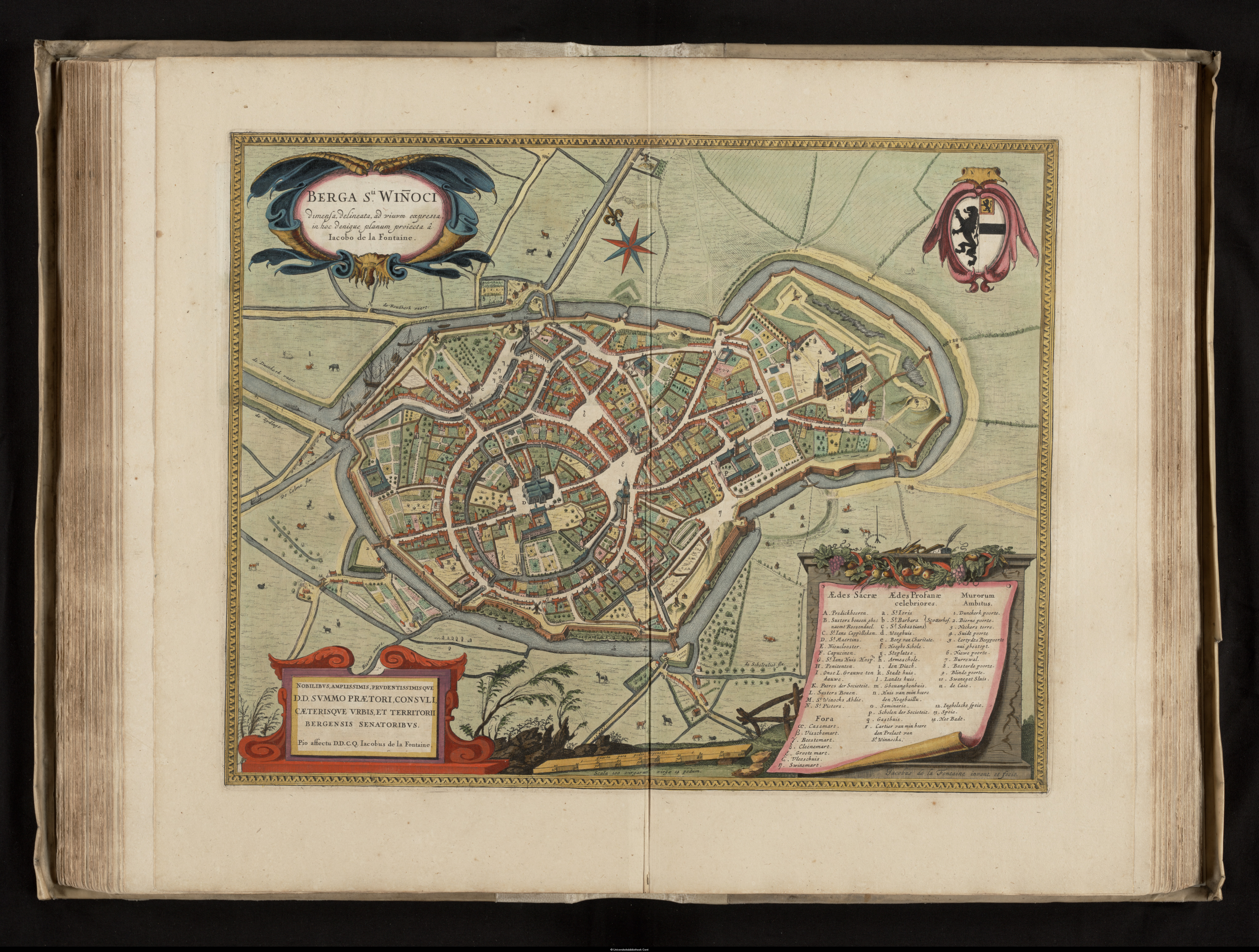
Bergues im Jahr 1641

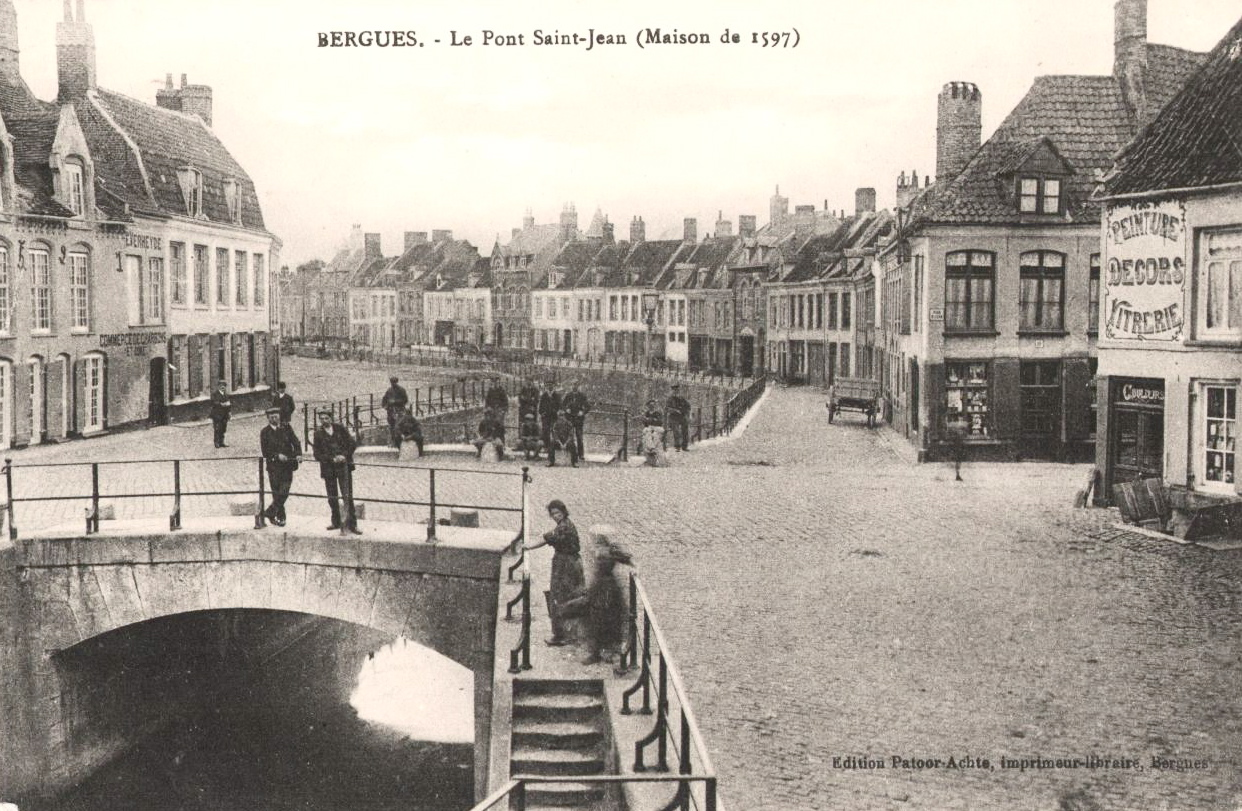
Bergues vor dem Ersten Weltkrieg: Pont Saint-Jean über die Colme

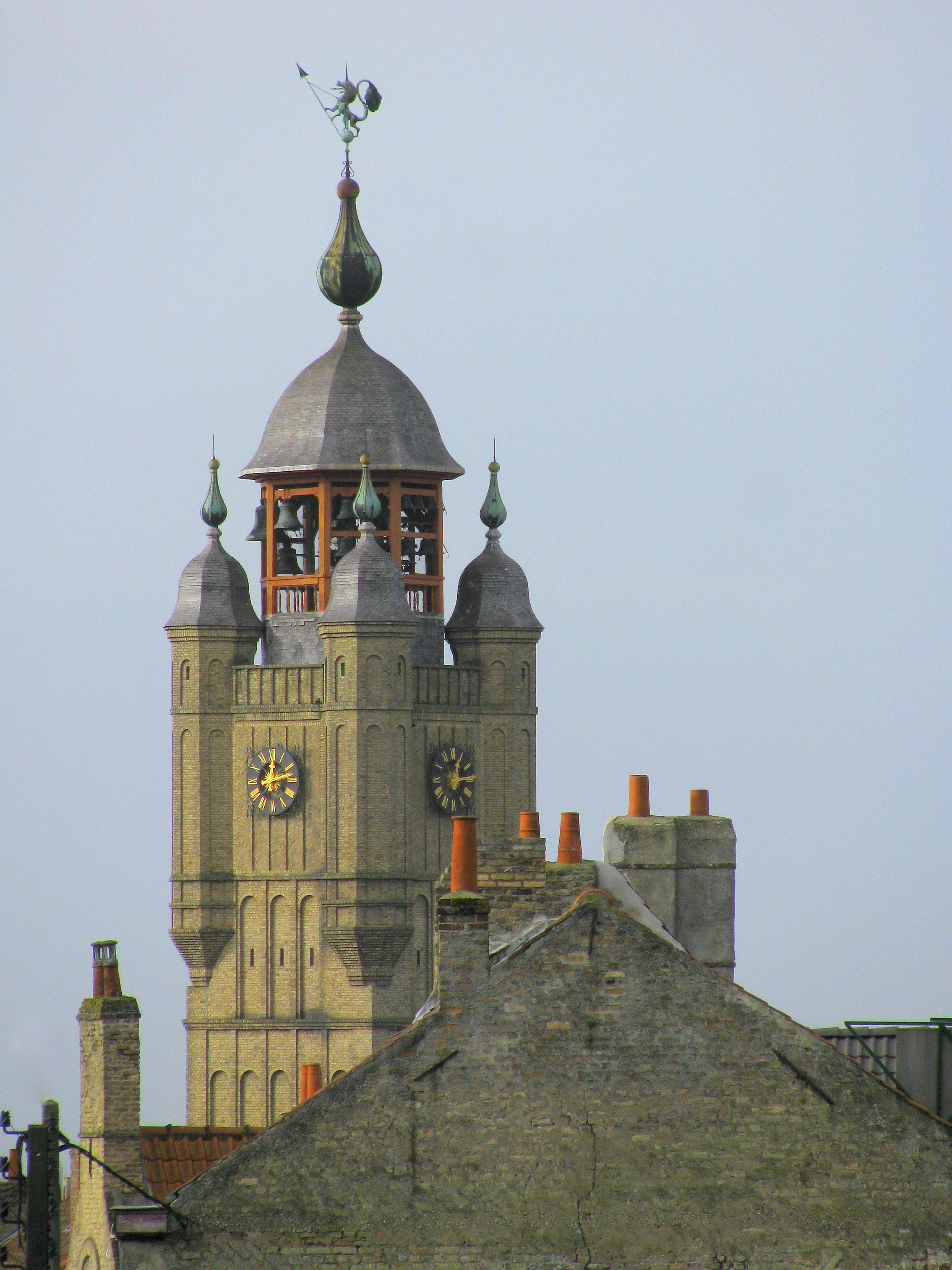
Spitze des Belfrieds

Als die Normannen in der zweiten Hälfte des 9. Jahrhunderts ihre Einfälle in der Gegend von Bergues begannen, ließ Graf Balduin II. von Flandern den Ort von einer nicht sehr starken Stadtmauer umgeben. Er gründete hier auch um 900 eine Kirche, in die er die sterblichen Überreste des heiligen Winoc überführen ließ. In der Folge entwickelte sich diese Kirche zu einer Pilgerstätte, nämlich zur Abtei des heiligen Winoc. Im 11. Jahrhundert wurde die Stadt durch eine Überschwemmung zerstört, aber bald wieder aufgebaut. Im 12. und 13. Jahrhundert war sie ein regionales Zentrum der Wollindustrie und Hauptort einer bedeutenden Burggrafschaft. Diese erhielt 1240 durch eine Charta Privilegien verliehen, die später mehrmals bestätigt wurden. Im 13. Jahrhundert war Bergues auch Mitglied der Londoner Hanse.
1297 nahm Graf Robert II. von Artois Bergues für den französischen König Philipp IV. in Besitz, aber bereits 1301 wurden die Franzosen vertrieben und die Stadt kam an den Grafen von Flandern. Die Engländer besetzten sie in der zweiten Hälfte des 14. Jahrhunderts. Nach der Schlacht bei Roosebeke eroberten Truppen Karls VI. am 3. September 1383 die Stadt, plünderten sie und äscherten sie ein. Herzog Philipp der Kühne ließ Bergues wiedererrichten, doch eine Feuersbrunst zerstörte es 1494 erneut.
Der französische Marschall De Thermes erstürmte Bergues 1558; er ließ die Einwohner niedermachen und die Stadt niederbrennen. Durch den Frieden von Cateau-Cambrésis (1559) fiel die Stadt an König Philipp II. von Spanien, der sie wiedererbauen ließ. Im Zuge des Achtzigjährigen Krieges wurde Bergues 1583 von Alessandro Farnese belagert, der es eroberte und erneut zerstörte. Wiederum erlaubte Philipp II. seine Restaurierung, von welcher im Wesentlichen das heutige Stadtbild herrührt.
1658 nahmen Truppen Ludwigs XIV. Bergues ein, das indessen bereits im nächsten Jahr durch den Pyrenäenfrieden wieder an Spanien fiel. Im Devolutionskrieg (1667) belagerte Ludwig XIV. persönlich die Stadt. Sie wurde erobert und kam durch den Aachener Frieden 1668 definitiv zu Frankreich. Unmittelbar darauf erhielt Vauban den Auftrag, sie zu befestigen. Der Sonnenkönig ließ aber Dunkerque (deutsch Dünkirchen) zu einem großen Hafen ausbauen, wodurch Bergues an Bedeutung verlor.
Nach dem Ausbruch der Französischen Revolution wurde Bergues 1790 Hauptstadt eines Distrikts, aus dem sich später das Arrondissement Dunkerque entwickelte. Der Herzog von York belagerte Bergues 1793 gleichzeitig mit Dunkerque, musste aber nach der Schlacht bei Hondschoote erfolglos wieder abziehen. Der Niedergang der Stadt setzte sich indessen fort. Durch Bombardements wurde sie im Ersten Weltkrieg schwer in Mitleidenschaft gezogen, ebenso 1940 im Zweiten Weltkrieg während der Schlacht von Dünkirchen.

## Bevölkerungsentwicklung
| Jahr                       | 1962 | 1968 | 1975 | 1982 | 1990 | 1999 | 2011 | 2020 |
| Einwohner                  | 4469 | 4545 | 4485 | 4488 | 4163 | 4209 | 3898 | 3580 |
| Quellen: Cassini und INSEE |      |      |      |      |      |      |      |      |

## Sehenswürdigkeiten
- Die teilweise aus dem Mittelalter stammende und teilweise von Vauban erweiterte Stadtmauer hat eine Länge von 5,3 Kilometern.
- Der Belfried, begonnen im 14. und vollendet im 16. Jahrhundert, 1944 von deutschen Truppen zerstört und 1961 wiederaufgebaut, gehört seit 2005 zum UNESCO-Weltkulturerbe Belfriede in Frankreich.
- Vom Kloster Saint-Winoc, das 1789 zum großen Teil zerstört wurde, ist der Tour Carrée aus dem 11. und 12. Jahrhundert erhalten geblieben. Neben diesem Turm steht der Tour Pointue, der 1812 wiedererrichtet wurde.
- Fünf Stadttore stehen als Monuments historiques unter Denkmalschutz.
- 1558 wurde die alte Kirche Saint-Martin gebrandschatzt, Ende des 16. Jahrhunderts aber mit einem Nordturm wiederaufgebaut. 1944 wurde sie stark beschädigt, nach dem Krieg aber vollständig renoviert.
- Der Canal de Bergues führt nach Dünkirchen. Er wurde im 16. Jahrhundert als Verbindung zum Meer gebaut. Er ist damit einer der ältesten Kanäle Frankreichs.

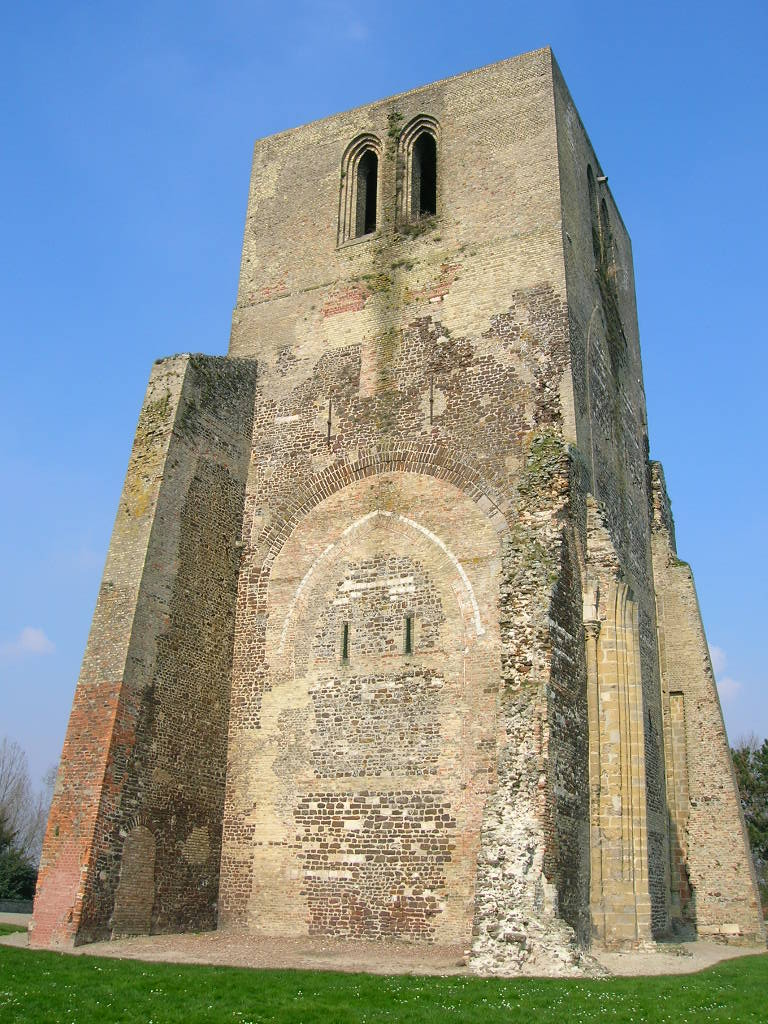
Tour Carrée
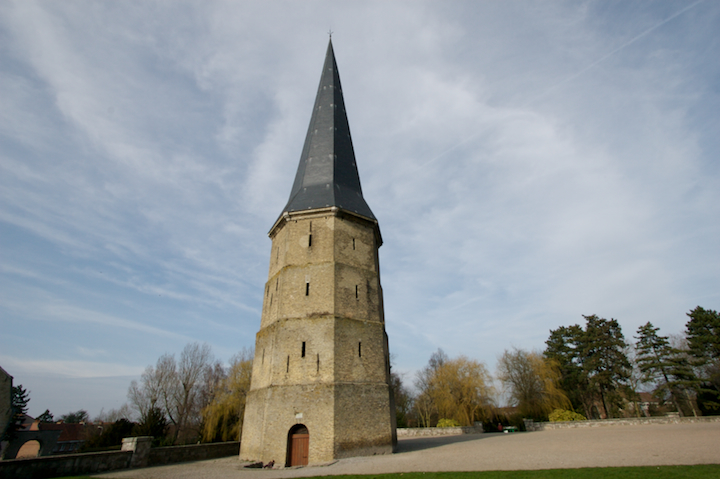
Tour Pointue
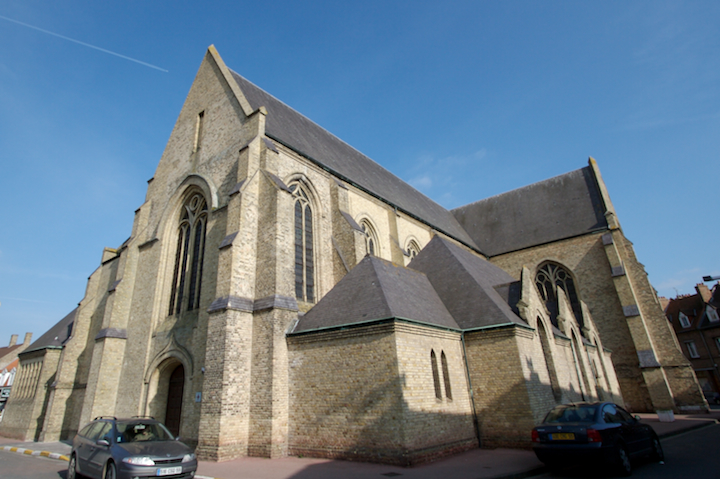
Kirche Saint-Martin
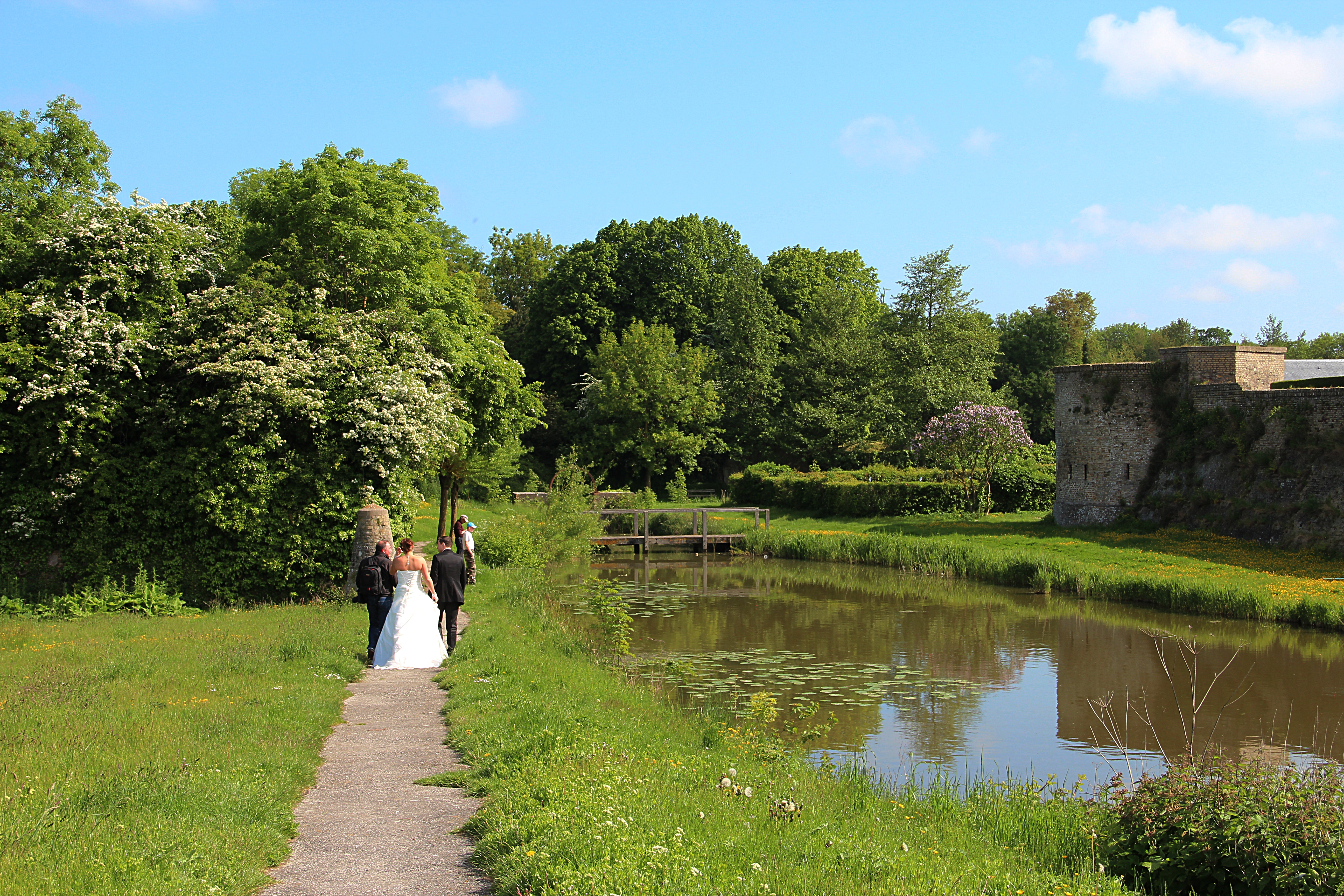
Wassergraben und Stadtmauer
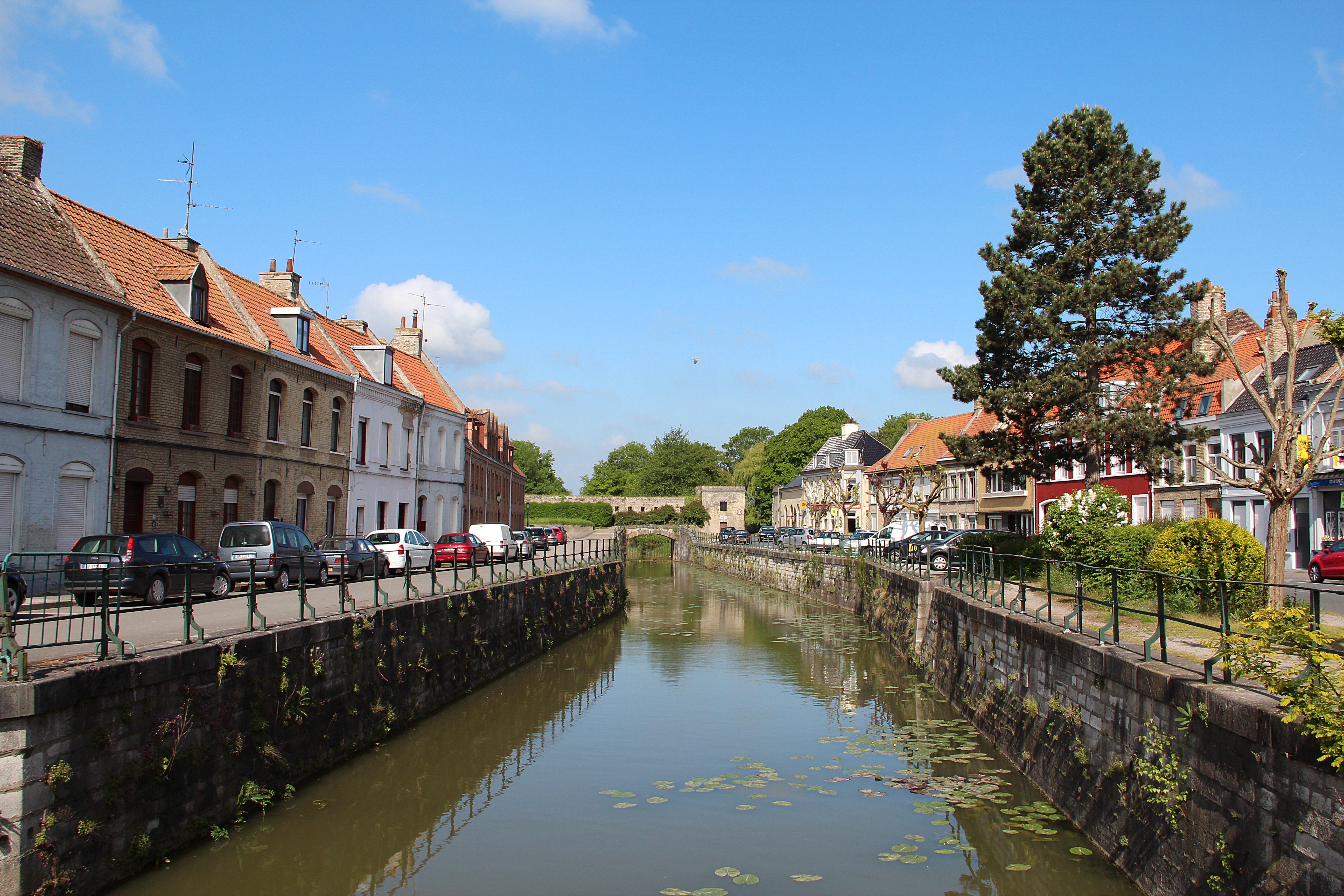
Die Colme zwischen der Rue du Port und dem Quai de la Manutention
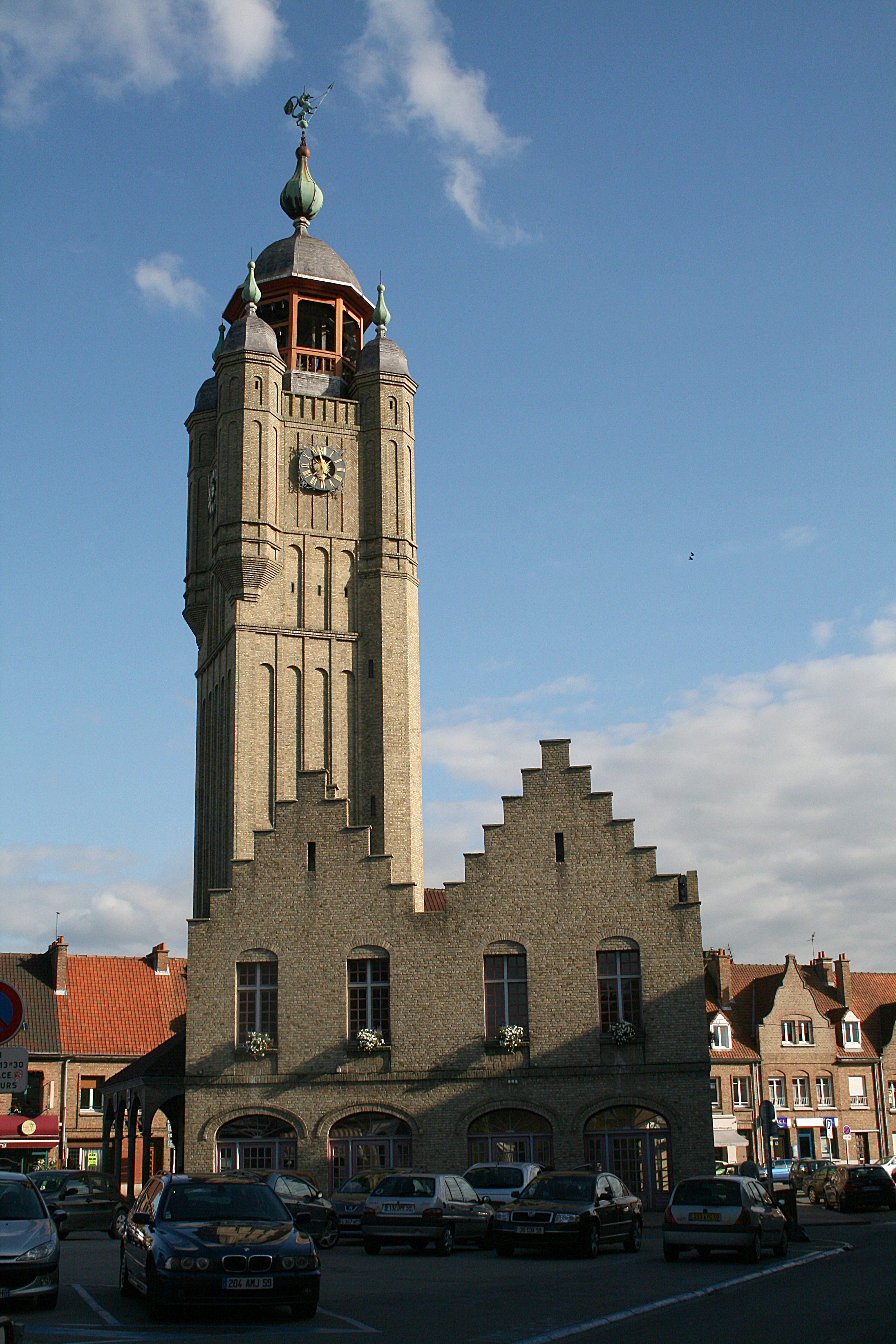
Belfried

Stadttore
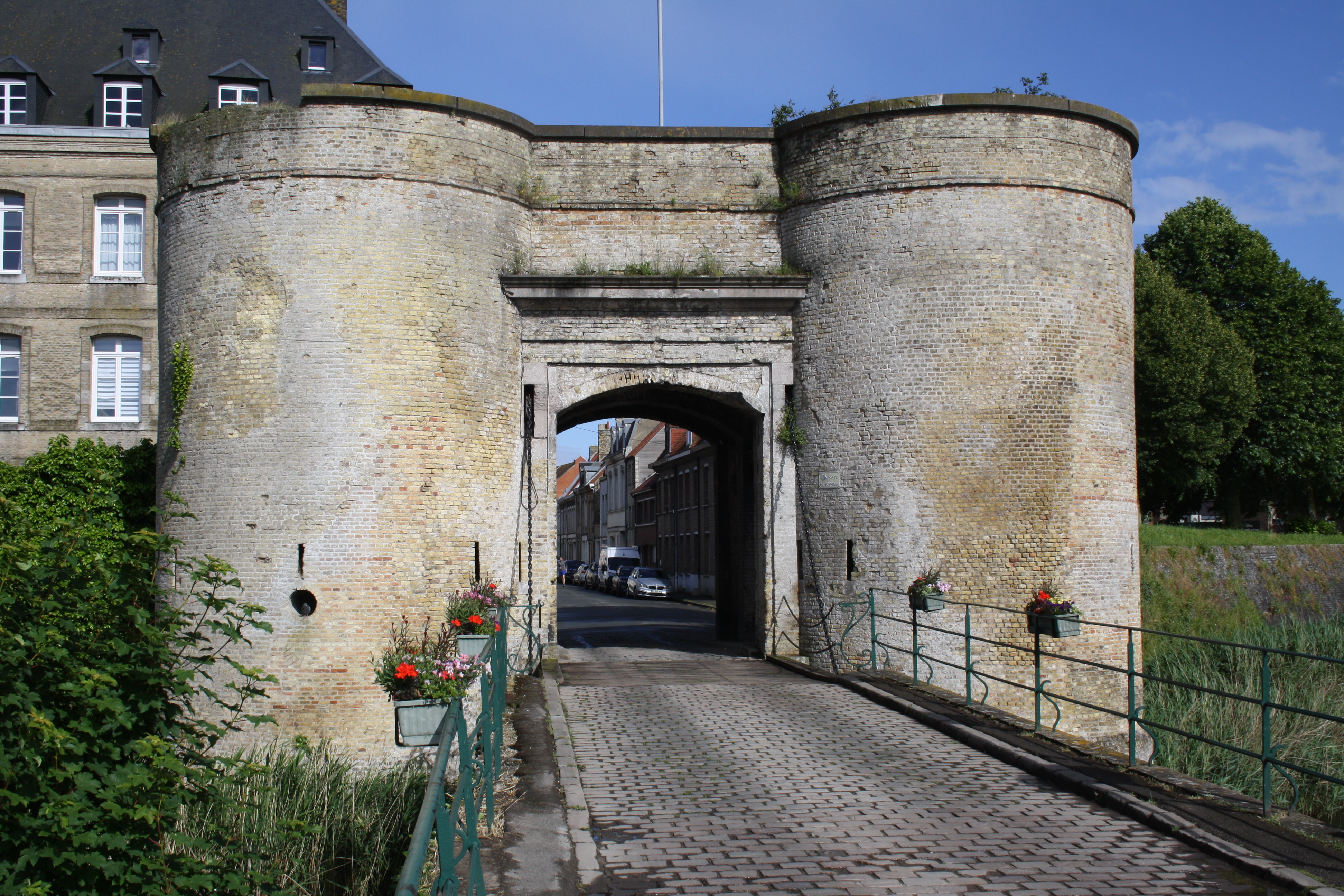
Porte de Bierne
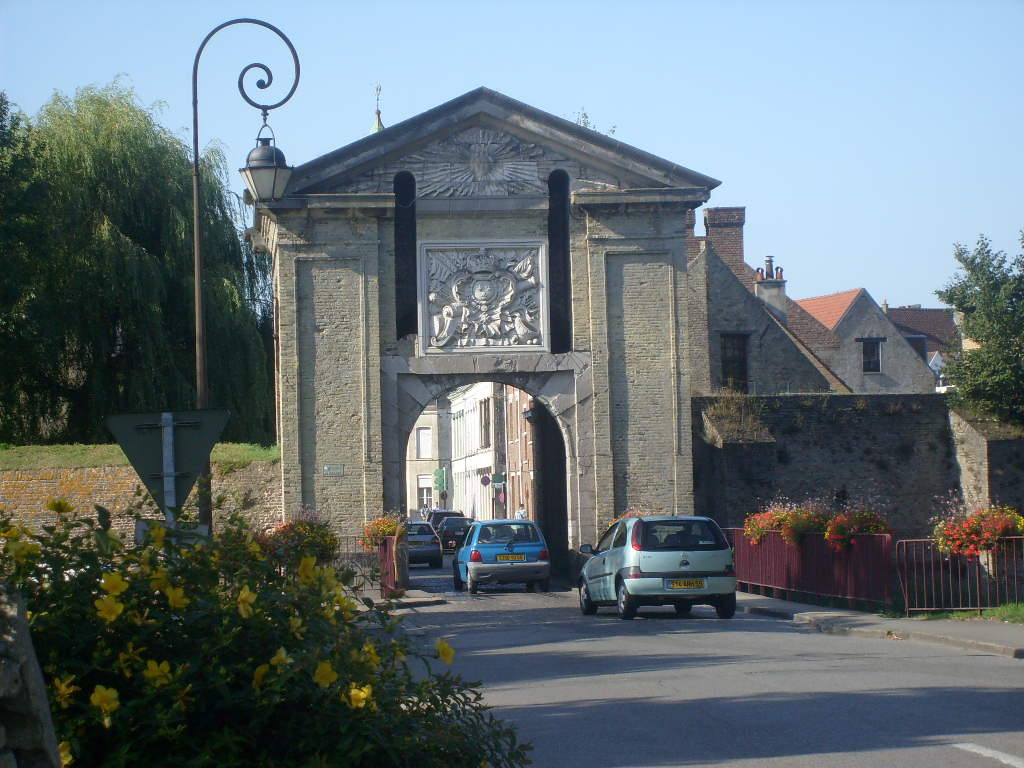
Porte de Cassel
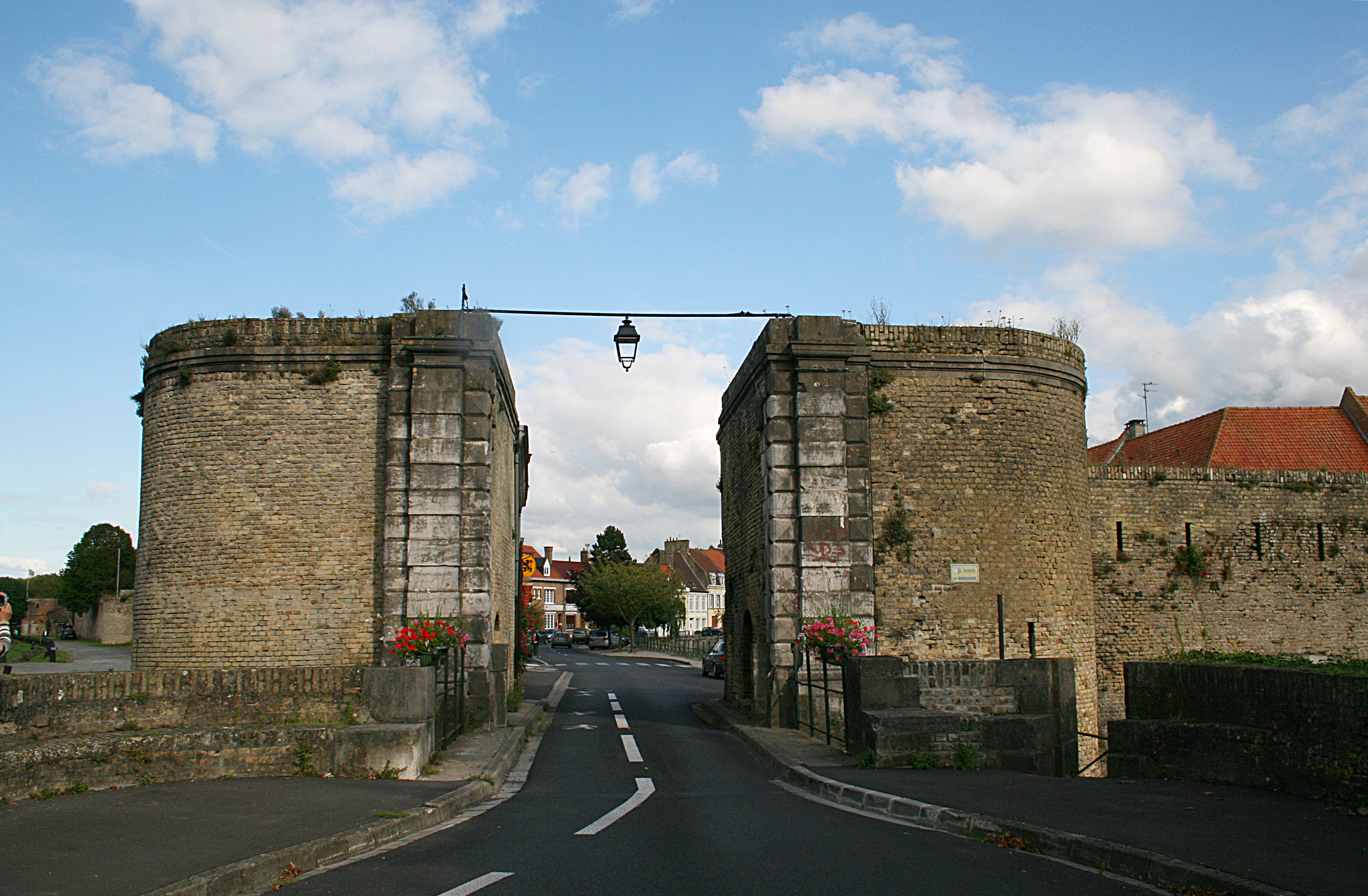
Porte de Dunkerque
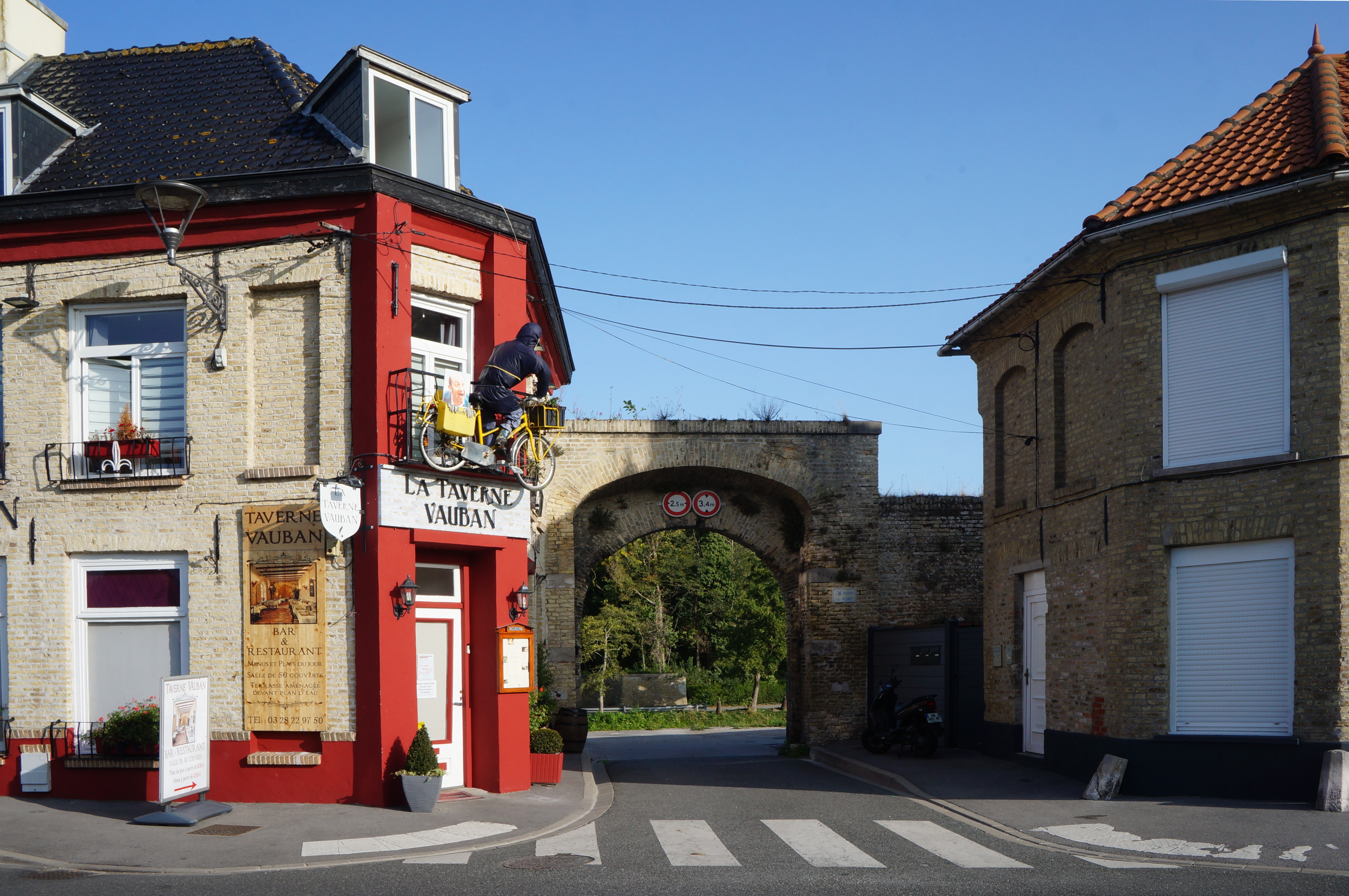
Porte du Port und Taverne Vauban

## Verkehr

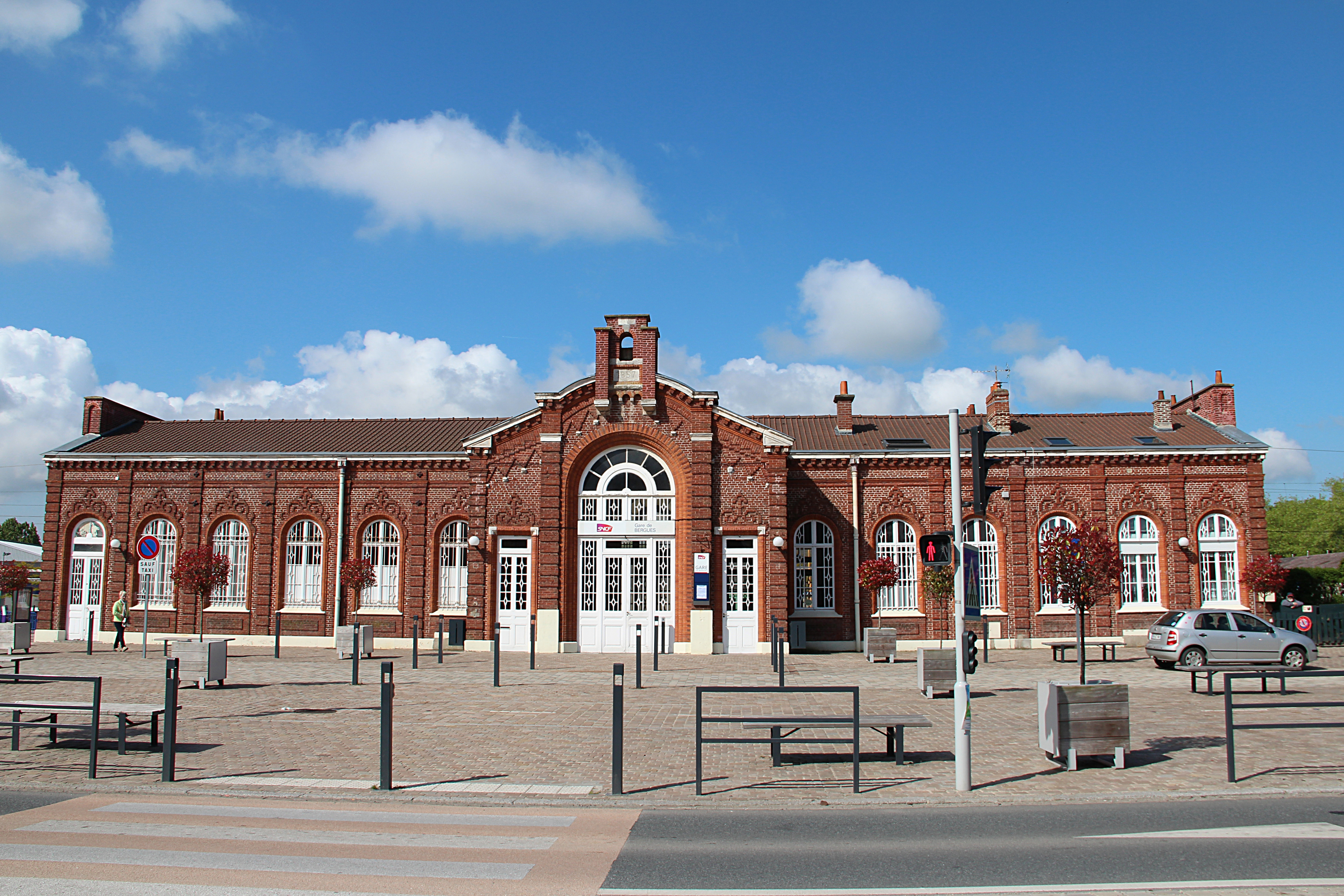
Empfangsgebäude des Bahnhofs

Bergues hat einen Bahnhof an der Bahnstrecke Arras–Dunkerque, die in diesem Abschnitt am 1. September 1848 von der Compagnie des chemins de fer du Nord eröffnet wurde. Aktuell verkehren dort Regionalzüge des TER Nord-Pas-de-Calais. Von 1897 bis 1954 war er Endpunkt einer Schmalspurbahn nach Rexpoëde, die dort an die ebenfalls meterspurige Bahnstrecke Hazebrouck–Hondschoote anschloss.
Durch die Stadt führt die Flandern-Radroute V364, die 2021 vom Département Nord eingerichtet wird. Sie verbindet Armentières mit Dunkerque auf einer Länge von 89 km und ermöglicht es, den französischen Teil der Flandern-Ebene zu durchqueren, wobei man hauptsächlich ein Netz aus kleinen, kaum befahrenen Straßen benutzt.
Die Flandern-Radroute V364 ermöglicht den Anschluss an die Mitteleuropa-Route (EV4), die in Frankreich unter dem Namen La Vélomaritime von Dunkerque nach Roscoff in der Bretagne führt.
Die Stadt liegt am nördlichen Ende der Autobahn A 25 von Lille, an die unmittelbar die Nationalstraße N 225 nach Dunkerque anschließt.

## Film
Bergues ist Haupthandlungsort der Filmkomödie Willkommen bei den Sch’tis des Regisseurs Dany Boon.

## Gemeindepartnerschaft
- Erndtebrück, Nordrhein-Westfalen, seit 1973